# Chrysosoma flavitibiale
Chrysosoma flavitibiale är en tvåvingeart som först beskrevs av de Meijere 1915.  Chrysosoma flavitibiale ingår i släktet Chrysosoma och familjen styltflugor. Inga underarter finns listade i Catalogue of Life.